# مادو كينار
مادو باي كينار (بالهندية: ਮਧੂ ਕਿੰਨਰ) (بالإنجليزية: Madhu Bai Kinnar)‏ هي رئيسة بلدية رايغاره في تشاتيسغار، الهند. فازت مادو بانتخاب رئيس بلدية رايغاره البلدية بعد ترشحها كمرشحة مستقلة، وحصلت على 33,168 صوتًا وهزمت أقرب منافس لها مهافير كروجي عن حزب بهاراتيا جاناتا الحاكم، بأغلبية 4,537 صوتًا. وتعتبر رئيسة البلدية المتحولة جنسياً الوحيدة في الهند.

## قبل دخول السياسة
كانت مادو باي تُعرف سابقًا باسم ناريش تشوهان وحصلت على تعليم حتى الصف الثامن. تركت مادو عائلتها عندما كانت مراهقة للانضمام إلى مجتمع المتحولين جنسياً المحلي.. وهي تنتمي إلى مجتمع الداليت في الهند.
كسبت مادو باي قبل توليها منصبها لقمة العيش من خلال تولي وظائف غريبة والغناء والرقص في شوارع رايغاره والأداء في القطارات التي تسير على طريق هاورا-مومباي. ترشحت لمنصب رئيس البلدية بميزانية تتراوح من 60.000 إلى 70.000 روبية، قائلة إنها قررت خوض الانتخابات بناءً على إصرار عدد قليل من المواطنين المتضررين.
تم انتخاب كاملا جان قبل مادو كأول رئيسة بلدية متحولة جنسيًا للهند في كاتني. ولكن اعتبر ترشيحها «باطلاً» لأنها تنافست في فئة الإناث.

## المسيرة السياسية
رغبت مادو كينار في دخول السياسة كمرشحة مستقلة، بدلاً من الانضمام إلى حزب سياسي. جاء فوزها الانتخابي في 4 يناير 2015، بعد حوالي تسعة أشهر من حكم المحكمة العليا في هيئة الخدمات القانونية الوطنية ضد اتحاد الهند، الذي أعطى الاعتراف القانوني للأشخاص المتحولين جنسياً في الهند. في الاجتماع الأول لهيئة بلدية رايجاره، نظم أعضاء حزب المؤتمر الوطني الهندي وحزب بهاراتيا جاناتا إضرابًا، مما أدى إلى تأجيل الاجتماع.
كان الصرف الصحي جزءًا مهمًا من جدول أعمالها. في مقابلة مع صحيفة الغارديان، صرحت أنه «لم تكن هناك أرصفة مناسبة. كانت الأزقة متسخة ومكدسة بالقمامة. كان الفقراء، الذين تم التخلي عنهم في سن الشيخوخة، ينامون في الشوارع دون أي شيء لإبقائهم دافئين. قررنا أن نفعل شيئًا - من خلال الترشح لهذه الانتخابات». كما اقترح بعض ناخبيها أن تتولى تنظيف البحيرات والبرك وتعبئتها، فضلاً عن إنشاء متنزهات وحدائق صغيرة. وستعمل أيضًا على إعادة توجيه حركة الشاحنات إلى الطرق الخارجية للمدينة.